# シャルーナス・ヤシケヴィチュス

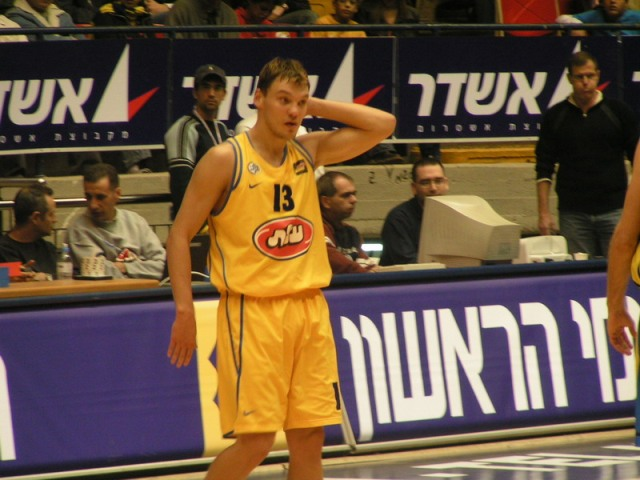
マッカビ時代のヤシケヴィシャス

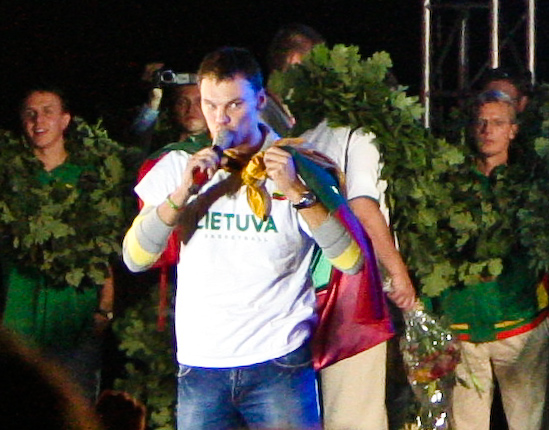
2007年ユーロバスケで銅メダルを獲得し、代表メンバーと共に凱旋帰国。大勢のファンの前で感謝と喜びを報告するヤシケヴィシャス。場所はビリニュス。

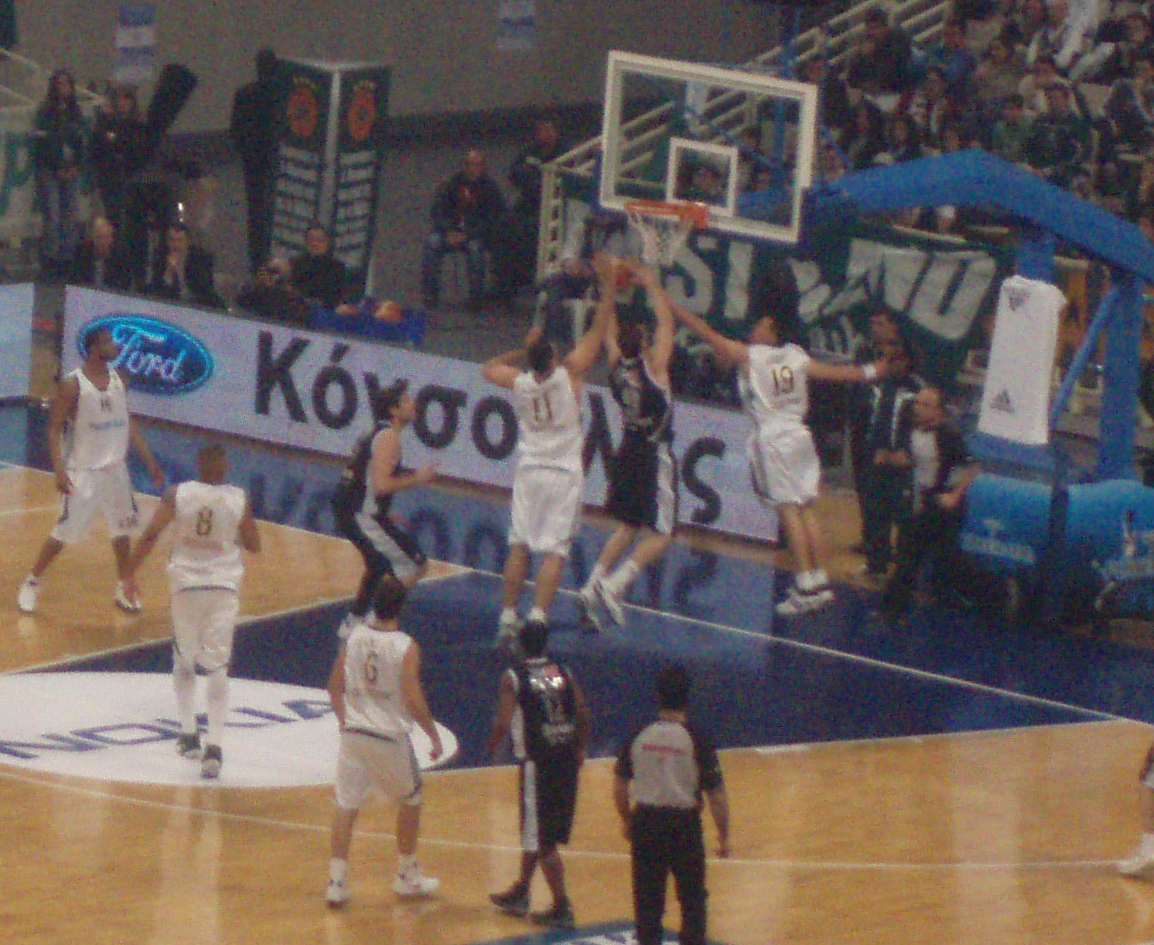
2007年オフ、欧州に戻りパナシナイコスでプレイするヤシケヴィシャス(19番)

シャルーナス・ヤシケヴィチュス（Šarūnas Jasikevičius  発音、1976年3月5日 - ）は、リトアニア・カウナス出身の元プロバスケットボール選手で、現在は指導者。リーガACBのFCバルセロナのヘッドコーチを務めている。ヨーロッパを代表する司令塔として君臨。世界的に強豪であるリトアニア代表の中心選手として、長年チームを引っ張っていた。現役時代のポジションはポイントガード。193cm、93kg。

## 来歴

### 高校・大学時代
10代で渡米し、1993年にペンシルベニア州のソランコ高校に編入。卒業後、NCAAの名門メリーランド大学に入学。4年間通い、大学3年生時は平均12.7得点。4年生時は12.4得点と活躍したが、卒業年の1998年にNBAからドラフト指名される事はなかった。

### プロとして
卒業後に母国リトアニアに帰国し、BCリエトゥヴォス・リータスに入団。リトアニア国内リーグ1部のアシスト王を獲得。
その後、スロベニアのOlimpija Ljubljanaを経て、2000年にFCバルセロナへ移籍。ACB3連覇のうちのV2に貢献し、2002-03プレーオフMVPを獲得。
2003年、マッカビ・テルアビブBCへ移籍。ユーロリーグ連覇に貢献する。
2005年、NBAのインディアナ・ペイサーズに入団。
2007年1月、ゴールデンステート・ウォリアーズへトレードされる が、9月29日にバイアウトされた。
同年オフ、欧州へ戻り、パナシナイコスBCに入団。
2013年、BCジャルギリスに入団。翌年、引退。

### リトアニア代表
リトアニア代表ではジュニアより選ばれ欧州タイトルを獲得するなど活躍。
1997年にはA代表に選ばれ、1998年世界選手権に出場。
オリンピックにも2000年のシドニー大会より3大会連続で出場しており、シドニー五輪では銅メダルを獲得した。
2003年欧州選手権で優勝に貢献し、MVPにも選ばれた。

### 指導者として
引退後はBCジャルギリスでコーチを務め、2016年にヘッドコーチに就任した。